# Mawana (Iran)
Mawana (pers. موانا) – wieś w Iranie, w ostanie Azerbejdżan Zachodni. W 2006 roku miejscowość liczyła 1134 mieszkańców w 179 rodzinach. Zamieszkiwana przez chrześcijan nestoriańskich.